# Omicidio di Potempa
L'omicidio di Potempa fu un delitto a sfondo politico commesso nel 1932 nella cittadina tedesca di Potempa, sita nella regione della Bassa Slesia. La notte fra il 9 ed il 10 agosto 1932, cinque uomini della milizia nazista delle SA fecero irruzione in casa di un avversario politico e lo massacrarono. Catturati, gli assassini furono processati e condannati alla pena capitale ma, preso il potere dopo qualche mese, Adolf Hitler li graziò dopo poche settimane.

## Storia
Potempa si trova, oggigiorno, in Polonia ed è un sobborgo della città di Krupski Młyn, un comune rurale polacco del Distretto di Tarnowskie Góry, nel Voivodato della Slesia. All'epoca dei fatti apparteneva alla Germania (Kruppamühle, in tedesco) ed era una cittadina di confine con la Polonia, dopo la cessione, nel marzo 1921 di parte della provincia tedesca dell'Alta Slesia a seguito del Plebiscito dell'Alta Slesia. Nel febbraio 1945 Potempa passò, assieme a tutta la Slesia alla Polonia al termine della Seconda guerra mondiale quando venne conquistata dall'Armata Rossa (la cessione reale fu nella primavera 1945, ma ufficialmente la si ratificò nel luglio successivo, alla Conferenza di Potsdam). Nel 1970, a Krupski Młyn fu unito il limitrofo comune di Potępa (Potempa).
Nel caotico periodo del primo dopoguerra tedesco, durante il periodo della Repubblica di Weimar, gli omicidi politici erano all'ordine del giorno. In un solo giorno, nell'agosto del 1932, in Slesia, una regione in cui forte era la presenza del Partito Comunista di Germania (KPD), si verificarono venti attentati. Dagli atti del processo penale si legge che la sera del 9 Nell'agosto del 1932, il capo della 26ª Compagnia "Heir" delle SA slesiane, Kurt Nowack era ospite della locale sezione del Partito Nazista di Broslawitz (oggigiorno Zbrosławice), un piccolo villaggio nel distretto di Gleiwitz - Beuthen (oggigiorno Gliwice - Bytom), nell'Alta Slesia, a pochi chilomeri dall'allora confine con la Polonia. Egli inviò un gruppo di nove uomini armati appartenenti alle SA in spedizione punitiva contro i comunisti locali. Gli squadristi furono inizialmente inviati a Tworog (attuale Tworóg), dove alloggiavano nel ristorante dell'oste Georg Hoppe, che era anche il capo della 27ª Compagnia SA "Dueg". Questi consegnò alcune armi aggiuntive agli uomini delle SA di Nowack. Non c'erano armi pronte per tre degli uomini a Broslawitz. Li mandò quindi nel vicino villaggio di Potempa, con l'ordine mettersi agl'ordine del segretario della locale sezione del partito, Paul Lachmann. Furono lasciati a Hoppe i tre squadristi disarmati, così che solo sei uomini partirono per Potempa. Quando arrivarono lì, nella locanda di Lachmann, trascorsero ore a fumare sigarette, ed a bere birra e liquori. Lachmann elencò a loro i nominativi di quattro comunisti locali "cui dare una leione e non sarebbe stato male se le vittime non fossero sopravvissute alle incursioni, perchè il lavoro lasciato a metà non è un ottimo lavoro!”. Pesantemente ubriachi ed armati di pistole, manganelli di gomma e stecche da biliardo, i sei uomini (Dutzki, Gràupner, Kottisch, Muller, Prescher e Wolnitza) alle h. 22.00, nella notte tra il 9 ed il 10 agosto 1932, lasciarono la locanda dopo che Lachmann aveva messo un amico, il macellaio Paul Golombek, come guida. Nella città industriale di Potempa erano molti, al tempo, gl'aderenti al Partito Comunista.
In primo luogo, gli uomini andarono alla fattoria di un certo Florian Schwinge (1904 - 1978). Qui, tuttavia, la porta d'ingresso era chiusa a chiave, e la moglie di Schwinge si rifiutò di aprire la porta al grido degli uomini, perché aveva riconosciuto la voce del Golombek, che conosceva come un nemico di suo marito. Quando Golombek chiese a uno degli uomini di sparare con la pistola sulla moglie di Schwinge, che osservava gli squadristi da una finestra ubicata al piano superiore dell'abitazione, questi, per l'ubriachezza, non riuscì a togliere la sicura dall'arma ed a far fuoco. Il gruppo di squadristi, allora, passò al secondo nome della lista. Lungo la strada, Golombek ordinò agli uomini di tenersi pronti perchè "questa volta doveva funzionare", in quanto la capanna della famiglia Pietrzuch era aperta, e non sbarrata da travi o chiusa a chiave. I cinque uomini delle SA naziste fecero irruzione, sfondando la porta, nella fattoria della vedova Marie Pietrzuch (1863 - 1940), madre di Konrad Pietrzuch (altrove scritto anche come "Konrad Pietzuch"), presunto militante comunista d'origine polacca, sindacalista, separatista in favore della Polonia (il vero nome era Konrad Piecuch, 27 novembre 1897 - 10 agosto 1932) ed operaio disoccupato (era stato un minatore, ma l'azienda mineraria aveva chuso a seguito della crisi finanziaria mondiale seguita al crollo borsistico di Wall Street del 1929, il famigerato "Martedì nero"). Lavorava saltuariamente in una piccola industria locale. Gli assassini intimidirono subito il fratello di Konrad, Alfons (1910 - ), minacciandolo di sparargli a bruciapelo, mentre scaraventarono Konrad giù dal letto e lo seviziarono davanti a sua madre, prima di finirlo con un colpo di pistola, che, però, lo ferì al braccio sinistro, mentre la vittima strisciava in una stanza limitrofa in una pozza di sangue. Lo presero a pugni e a bastonate con manganelli e stecche da biliardo, lo calpestarono e lo presero a calci, infierendo su di lui fino a spezzargli l'arteria carotide destra e la laringe. Intorno alle h. 02.00 del mattino del 10 agosto, gli omicidi uscirono dalla fattoria dove era stato commesso l'assassinio e transitarono per il centro del paese in due gruppi. In base agli atti del processo si apprende che era previsto un altro omicidio, ma la vittima, la terza della lista, riuscì anch'essa a salvarsi perché non in casa. Infatti, Golombek condusse, poi, cinque de sei uomini in un casolare non distante, ma vennero aggrediti da un cane a morsi e, vista l'ora tarda, pensarono di far ritorno alla base. Gli altri due vennero catturati dalla polizia.

## L'arresto degli assassini ed il processo
Nella piazza del paese di Potempa, il chiasso provozato dall'ubriachezza del gruppo di assassini attirò l'attenzione di due poliziotti territoriali (l'equivalente dei nostri vigili urbani), che, avendo notato un manganello di gomma in mano a uno degli uomini, intimarono loro di fermarsi. Scapparono tutti ad eccezione di uno che fu catturato, essendo riusciti ad afferrare Wolnitza. Gli altri raggiunsero l'automobile, si allontanarono per andare a compiere l'omicidio della terza vittima della lsta, che sfuggì miracolosamente alla morte dal momenti che non si trovava in casa. Strada facendo, sulla via del ritorno, durante una sosta a Tworog, i cinque superstiti raccolsero i tre complici che erano stati lasciati lì la sera prima della sera, per far infine ritorno alla sede delle SA di Broslawitz intorno alle 4 del mattino.
Nel mentre, il complice fermato, Rufin Wolnitza, sottoposto ad interrogatorio confessò l'omicidio di Konrad Pietzuch. Avvertita la polizia criminale statale di Gleiwitz venne scoperto l'omicidio ed il fermo dello squadrista fu convertito in arresto. Dopo esser stata allertata, la polizia avviò immediatamente un'indagine per rintracciare gli altri componenti della spedizione punitiva. Con l'aiuto delle informazioni di Wolnitza, dei coniugi Schwinge, e dei famigliari della vittima, nel corso della giornata, la polizia riuscì ad identificare ed ad arrestare altre otto persone coinvolte o sostenitrici a vario titolo del crimine. Tuttavia, quattro persone coinvolte (Golombek, Prescher, Dutzki e Ochod) riuscirono a scappare, per cui vennero giudicate in contumacia.
Arrestati qualche giorno dopo, gli assassini vennero processati per direttissima a Beuthen, tra il 19 ed il 22 agosto di quell'anno, in considerazione dell'efferato delitto commesso, e condannati a morte il 22 agosto 1932. Infatti, la pena capitale era prevista dall'allora codice penale, per i delitti di omicidio aggravati d motivazione di terrorismo politico. Il processo fu celebrato a carico di:
- Paul Lachmann, nato il 20 dicembre 1893 a Erdmannsheim (attuale Kolonia Strzebinska), distretto di Lublinitz (attuale Lubliniec) nell'Alta Slesia, morto a Breslavia in un raid aereo russo il 14 gennaio 1945, di professione oste e locandiere di Potempa, istigatore e mandante dell'omicidio.
- Reinhold Kottisch, nato il 19 novembre 1906 a Eichenau (attuale Otmuchów, Alta Slesia polacca; morto il 1 luglio 1943 ad Olschany vicino a Kharkov, di professione elettricista a Woitz (attuale Wójcice), uno degli esecutori.
- August Gräupner, nato il 16 agosto 1899 a Schwarzwald - Kolonie (attuale Czarny Las), Alta Slesia, di professione giardiniere, uno degli esecutori.
- Helmut Josef Müller, nato il 12 maggio 1898 a Sterkrade (attuale Zedlitz), Alta Slesia, morto pare - a Berlino verso il 1975, di professione ispettore di mercato rionale, uno degli esecutori.
- Rufin Wolnitza, nato il 10 maggio 1907 a Mikulschütz (attuale Mikulczyce); morto il 13 dicembre 1941 a Tschudowo (attuale Cudovo, vicino a Novgorod, in Russia), di professione minatore, uno degli esecutori.
- Hypolit Hadamik, nato il 16 luglio 1903 a Langendorf (attuale Wielowieś), Bassa Slesia, di professione minatore, fiancheggiatore degli esecutori.
- Karl Czaja, nato il 18 ottobre 1894 a Ruda (attuale Ruda Śląska), Alta Slesia, di professione minatore, uno degli esecutori.
- Ludwig Nowak, nato il 20 agosto 1891 a Stollarzowitz (attuale Stolarzowice), Alta Slesia, di professione sergente di polizia, mandante.
- Georg Hoppe, nato il 17 settembre 1891 a Erdmannsheim (attuale Kolonia Strzebinska), distretto di Lublinitz (attuale Lubliniec) nell'Alta Slesia, oste e locandiere a Tworog (attuale Tworóg), mandante.
- Albert Dutzki, nato il 9 marzo 1904 a Beuthen (attuale Bytom), Alta Slesia, disoccuato, uno degli esecutori, contumace (catturato a novembre 1932).
- Paul Golombek, nato il 5 aprile 1882 a Potempa, Alta Slesia, di professione macellaio, uno degli esecutori, contumace (catturato a novembre 1932).
- Alois Prescher, nato il 9 maggio 1901 a Miechowitz (attuale Miechowice), Alta Slesia, di professione commerciante, uno degli esecutori, contumace e mai catturato.
- Un non meglio identificato "Ochod"  di cui non si dispone di alcun dato se non che era uno degli esecutori, giudicato in contumacia e mai catturato.

Non esistono informazioni disponibili sull'ulteriore destino degli altri colpevoli di Potempa, se morti durante la guerra o se sopravvissuti (nel qual caso, se rimasti nella Slesia divenuta polacca o se - più facilmente - emigrati in Germania).
Almeno sei persone coinvolte - Lachmann, Dutzki, Golombek, Nowack, Müller e Prescher - appartenevano al NSDAP (il Partito Naziata) al momento del delitto. Kottisch e Wolnitza erano membri dell'Autodifesa dell'Alta Slesia, ma non delle SA. Kottisch non era membro dell'NSDAP al momento del delitto, ma le informazioni di Wolnitza al riguardo variano. Di molti di loro si presume che siano sopravvissuti alla Seconda Guerra Mondiale facendo totalmente perdere le loro tracce. Il processo si tenne presso la Sezione Speciale del Tribunale Speciale Regionale dell'Alta Slesia, presieduto dal giudice distrettuale Himml coadiuvato dal giudice a latere Hoffmann. L'accusa era rappresentata dal pubblico ministero Lachmann, mentre l'eminente avvocato Walter Luetgebrune era il difensore degli imputati; hanno preso parte al procedimento l'assessore del tribunale Gerhard Lowack ed il cancelliere del tribunale Muravsky. 
In aula molti degl'imputati vennero difesi dall'avvocato nazista e futuro governatore della Polonia Occupata, Hans Frank, ed il processo si tenne nella città slesiana di Beuthen (oggi "Bytom"). Frank concluse l'arringa pronunciando queste parole: " Nel piccolo villaggio di Potempa c'era ancora un ribelle, questo Piezuch, un comunista e ribelle, che già nel 1921, durante la grande tragedia dell'Alta Slesia (riferito ai moti separatisti), tradì la sua patria e fu uno dei peggiori agitatori. Alcuni coraggiosi uomini delle SA non ce la fecero più a sopportare questa vergogna e Piezuch ebbe finalmente il suo meritato destino. Ebbene, Signori della Corte, gl'imputati meriterebbero un encomio solenne perché servirono il Reich tedesco in due modi, prima uccidendo un polacco e poi uccidendo un comunista !". L'aula del tribunale era gremita di SA e di aderenti al Partito Nazista che si diedero ad eccessi verbali incontenibili verso la Corte ed il capo delle SA slesiane, Edmund Heines, che s'era presentato in alta uniforme, inveì, urlando contro i giudici, minacciandoli di "esemplare vendetta". La vittima era morta sia per emorragia che per soffocamento dovuto all'emorragia stessa.

Durante il dibattimento, il medico legale riferì nella sua perizia che la vittima era stata uccisa in appena mezz'ora, avendo avuto la laringe e l'arteria catoride destra fracassate ed entrambe le vene giugulari spezzate dai calci inferti da parte degli assalitori, cosa che provocò un'emorragia massiccia con inondazione dei brochi e dei polmonisebbene il colpo di pistola venne sparato dal solo Reinhold Kottisch non fosse risultato mortale. Oltre ai diretti responsabili, furono condannati a pene detentive anche una decina di dirigenti delle S.A., a vario titolo coinvolti nel delitto, dal ruolo di mandante, a quello di fiancheggiatore. Hitler, nell'occasione, alla lettura della sentenza di condanna per gli assassini, con un telegramma del 22 agosto, il tristemente noto "Telegramma di Potempa", pubblicamente prese le parti dei suoi camerati che s'erano macchiati dell'omicidio di quello che definì "Nient'altro che un simpatizzante comunista che abitava in un insignificante paesino presso il confine polacco, provocatore polacco egli stesso", difendendoli "incondizionatamente", e promettendo loro la grazia ("perché è una questione d'onore star dalla parte di chi ha messo a tacere quel minatore polacco", il che suscitò sgomento e scalpore nell'opinione pubblica tedesca.
Firmato: Adolf Hitler»
(Telegramma di Potempa)
Analogamente, il quotidiano del Partito Nazista, il Völkischer Beobachter (Osservatore popolare), in un articolo di Alfred Rosenberg, giustificò il brutale assassinio in modo filosofico. Il 2 settembre, il cancelliere Franz von Papen, nella speranza di riuscire ad avere l'appoggio elettorale dei nazisti che alle elezioni del mese precedente avevano ottenuto il 37 % dei voti, commutò agli assassini la pena capitale in ergastolo. Sull'esempio di Hitler, anche Hermann Göring, che, nel 1932, presiedeva il Parlamento, inviò ai condannati un telegramma di solidarietà, aprendo una pubblica colletta in loro favore, e versando egli stesso i primi 1.000 RM. I condannati ricevettero pure la visita ufficiale del capo indiscusso delle SA, Ernst Röhm, che espresse la solidarietà "piena ed incondizionata" del Partito Nazista nei loro confronti, assicurando loro che avrebbe tentato ogni soluzione per la revisione del processo. Infine, Joseph Goebbels incolpò pubblicamente la corte di "sionismo" attribuendo ai giudici l'epiteto di "sanguinari" e la nazionalità "giudaica".
Salito al potere cinque mesi dopo i fatti di Potempa, Hitler, con l'“Ordinanza sulla concessione dell’impunità del 21 marzo 1933”, pubblicata sul "Reichsgesetzblatt", I , pag. 134 il 23 marzo 1933, fece prosciogliere gli assassini dal futuro giudice del Volksgerichtshof (il "Supremo Tribunale Popolare"), Roland Freisler. Il 21 marzo 1933 venne promulgata la legge apposita che garantiva l'amnistia "a chiunque - durante il pregresso periodo della Repubblica di Weimar - avesse compiuto omicidi al fine di garantire il bene del Reich". L'indomani i cinque assassini vennero definitivamente amnistiati. In realtà, già tre giorni dopo la sua nomina a Cancelliere del Reich, Hitler, il 1º febbraio 1933, si adoperò in favore degli assassini, ed i militanti delle SA responsabili dell'omicidio di Piezuch furono solennemente scarcerati "cautelativamente" il 15 marzo. L'Associazione dei Polacchi di Germania intervenne per la mancata esecuzione della condanna a morte degli assassini di Piezuch presentando una denuncia formale contro il governo tedesco alla Società delle Nazioni a Ginevra, ma non ottenendo soddisfazione.

## La vittima[13]
Konrad Pietzuch (1897 - 1932) era figlio del secondo matrimonio del fabbricante di polveri Anton Pietzuch (1857 – 1915), con Maria Pietzuch (1863 – 1940). Il primo matrimonio di Anton Pietzuch fu con la sorella maggiore di Maria Pietzuch, Franziska Pietzuch (1853 – 1892), morta nel 1892, dalla quale ebbe diversi figli. Il matrimonio con la sua seconda moglie ebbe luogo nel 1894. Da questo matrimonio provenivano oltre a Konrad Pietzuch anche i figli Josef (1896 – 1897), Emanuel (1899 – 1901) e Alfons (1910 - 1975), nonché le figlie Anna (1901 - ) ed Helene (1904 - ). Anton Pietzuch morì nel febbraio 1915 in un'esplosione nel suo posto di lavoro, il mulino "Kruppa" a Groß - Strehlitz (odierna Strzelce Opolskie). Dopo aver preso parte alla prima guerra mondiale, Konrad Pietzuch si guadagnò da vivere come semplice operaio nel settore agricolo e - forse - come minatore. L'informazione più precisa ci viene fornita da un opuscolo contemporaneo in cui, citando resoconti di abitanti del villaggio, si dice che Pietzuch lavorò alla tenuta di Königshütte, in qualità di guardiacaccia, dal 1922 al 1924 e fu poi impiegato presso il dipartimento ferrovirio di Tworog ("Tworog Reichsbahn") come operaio di linea e operaio edile ferroviario, a far data dal 1925 a tutto il novembre 1931 Secondo questa fonte era disoccupato dal novembre 1931. [8] Il dettaglio che Pietzuch era disoccupato al momento del suo omicidio è affermato con coerenza anche nella letteratura successiva. In questi testi si confuta che la vittima fosse un separatista antitedesco pro Polonia e pure la sua militanza nel Partito Comunista. Tra il dicembre 1931 ed i primi di agosto 1932, data della sua morte violenta, lavorava saltuariamente come netturbino e come falegname. Dopo la seconda guerra mondiale, nella Repubblica di Polonia, una strada, sia nel villaggio di Potępa (come fu ribattezzato Potempa) che nella città di Bytom (ex Beuthen), prese il nome da Konrad Pietzuch ("Konrada Piecucha"), mitizzando la sua figura, che, durante i decenni della Guerra Fredda, fu descritta nella storiografia polacca come un "combattente comunista contro il fascismo".